# Umphakatsi
Ở Eswatini, một umphakatsi (số nhiều: imiphakatsi) là một đơn vị hành chính nhỏ hơn một inkhundla. Có 360 imiphakatsi trên toàn quốc, mỗi umphakatsi tương đương với một cộng đồng địa phương. Trong các xã hội phương tây, nó cũng có thể tương đương với một thị trấn. Imiphakatsi hoặc là những ngôi làng Hoàng gia với kraal Hoàng gia hoặc nơi cư trú chính được quản lý dưới quyền của một lãnh đạo người Swazi hoặc một hoàng tử Hoàng gia. Nơi ở chính thức của Ndlovukati tại Ludzidzini cũng được chỉ định là một umphakatsi.